# یادگیری ماشین در فیزیک
این مقاله درمورد یادگیری ماشینی کلاسیک سیستم‌های کوانتومی است. برای یادگیری ماشینی که توسط محاسبات کوانتومی تقویت شده‌است به لینک (یادگیری ماشین کوانتومی) مراجعه کنید. به کار بردن راه و روش‌های کلاسیک یادگیری ماشینی برای مطالعهٔ سیستم‌های کوانتومی مرکز توجه یک بخش تازه تأسیس از تحقیقات یا پژوهش‌های فیزیک است.
یک مثال ابتدایی و ساده، تصویر برداری حالت کوانتومی است. جایی که یک حالت کوانتومی از اندازه‌گیری حاصل می‌شود. مثال‌های دیگر شامل یادگیری هامیلتونی، یادگیری انتقال فاز کوانتومی و تولید خودکار آزمایش‌های کوانتومی جدید است. یادگیری ماشینی کلاسیک در پردازش مقادیر زیادی از داده‌های آزمایشی یا محاسبه شده به منظور توصیف کردن یک سیستم کوانتومی ناشناخته اثربخش است. و همچنین کاربرد آن را در زمینه‌هایی از جمله:نظریه اطلاعات کوانتومی، توسعه فناوری‌های کوانتومی و طراحی مواد محاسباتی مفید می‌کند. برای مثال در این زمینه می‌تواند به عنوان ابزاری برای درون یابی پتانسیل‌های بین اتمی از قبل محاسبه شده یا حل مستقیم معادله شرودینگر با روش تغییرات استفاده شود.

## اطلاعات شلوغ
توانایی برای کنترل تجربی و آماده‌سازی پیش از پیش سیستم‌های کوانتومی پیچیده، باعث نیاز روزافزون برای تبدیل مجموعه اطلاعات بزرگ و شلوغ به اطلاعات معنا دار می‌شود. این مشکلی است که از قبل به‌طور گسترده در زمینه کلاسیک مورد مطالعه قرار گرفته‌است و در نتیجه بسیاری از تکنیک‌های یادگیری ماشینی موجود می‌توانند به‌طور طبیعی برای رسیدگی کارآتر به مشکلات تجربی مرتبط مناسب باشند. برای مثال روش‌های بیزی و مفاهیم یادگیری الگوریتمی می‌توانند برای مقابله با طبقه‌بندی حالت کوانتومی، یادگیری هامیلتونی و توصیف تبدیل واحد ناشناخته به‌طور مفید به کار برده شوند.
مشکلات دیگری که با این روش حل شده‌اند در لیست زیر آورده شده‌است.
- شناسایی یک مدل صحیح برای دینامیک یک سیستم کوانتومی از طریق بازسازی هامیلتونی.[۱۶][۱۷][۱۸]
- استخراج اطلاعات درمورد حالت‌های ناشناخته.[۱۹][۲۰][۲۱][۲۲][۲۳][۲۴]
- یادگیری تبدیلات و اندازه‌گیری واحدهای ناشناخته.[۲۵][۲۶]
- مهندسی گیت‌های کوانتومی از شبکه‌های کیوبیت با برهم کنش دوگانه با استفاده از هامیلتونی‌های وابسته به زمان[۲۷] یا مستقل از زمان.[۲۸]

## اطلاعات محاسبه شده و بدون خش یا پارازیت
همچنین یادگیری ماشین کوانتومی می‌تواند برای افزایش چشمگیر پیش‌بینی ویژگی‌های کوانتومی مولکول‌ها و مواد به کار برده شود.
این می‌تواند برای طراحی محاسباتی مولکول‌ها یا مواد جدید کمک کننده و مفید باشد.
برخی از مثال‌ها عبارتند از:
- درون یابی پتانسیل‌های بین اتمی.[۳۰]
- استنتاج انرژی‌های ریزسازی مولکولی در سراسر فضای ترکیب شیمیایی.[۳۱]
- سطوح انرژی پتانسیل دقیق با ماشین‌های بولتزمن محدود شده.[۳۲]
- تولید خودکار آزمایش‌های کوانتومی جدید.[۳۳][۳۴]
- حل معادله شرودینگر چند جسم ساکن و وابسته به زمان.[۳۵]
- تشخیص تغییر فاز از طیف درهم تنیدگی.[۳۶]
- ایجاد روش‌های بازخورد سازگار برای مترولوژی کوانتومی و توموگرافی (تصویربرداری) کوانتومی.[۳۷][۳۸]